# Людина-невидимка (фільм, 1984)
«Людина-невидимка» (рос. «Человек-невидимка») — російський радянський науково-фантастичний фільм 1984 року, поставлений режисером Олександром Захаровим за романом Герберта Велза «Невидимець» 1897 року.

## Сюжет
Геніальний вчений Джонатан Гриффін розповідає коханій дівчині Джейн, що після смерті батька хоче продовжити його справу і потребує асистента. Він займається пошуками способу робити предмети невидимими, в тому числі людське тіло. Джейн погоджується допомагати йому. Його суперник, цинічний та владолюбний учений Кемп, з недовірою ставиться до пошуків Гриффіна, називаючи його мрійником. Вони сперечаються щодо мети науки: Гриффін бажає звеличення людського розуму, тоді як Кемп — матеріальної вигоди.
Гриффін випробовує спосіб невидимості на собі, що супроводжується димом з його обладнання. Сусіди, боячись пожежі, вриваються до квартири і вчиняють там погром. Самого вченого, однак, вони не знаходять. Гриффін, ставши невидимим, навідується до крамнички фокусника, де бере одяг і ховає невидиме обличчя під бинтами й окулярами. Потім він забирає саквояж зі своїм обладнанням, злякавши сусіда, котрий хотів привласнити його. Гриффін поселяється в готелі, де його дивний вигляд бентежить постояльців. Вони вважають його небезпечно хворим або злочинцем-втікачем. Потім хазяйка готелю Дженні бачить відсутність у Гриффіна обличчя під бинтами. Разом з чоловіком вона пробирається до номера, де обоє стають свідками того, як предмети самі по собі рухаються. Прибуває поліція, підозрюючи дивного постояльця у вбивстві Гриффіна, котрого вважають зниклим. Тож Гриффіну доводиться тікати, скинувши одяг. Допомагає йому тільки п'яничка Марвел.
Марвелу Гриффін розповідає хто він такий і доручає розшукати Джейн. Однак Марвел бачить у невидимості тільки можливість безкарно вчиняти злочини. Гриффін доставляє Джейн квіти, коли Марвел тікає з його саквояжем. Тим часом в околицях ширяться чутки про невидимця. Коли Гриффін відбирає саквояж, його підстрелюють.
Гриффін навідується в будинок Кемпа, котрому доводить, що його спосіб невидимості не вигадка. Кемп дає йому прихисток, але повідомляє, що Гриффіна тепер розшукують, звинувачуючи в убивствах і грабунках. Кемп підмовляє його скористатися невидимістю для залякування населення й здобуття влади. Кемп прагне заволодіти записами Гриффіна, тому повідомляє про нього начальнику поліції Едаєві. Це змушує вченого вирушити на пошуки Марвела до в'язниці, куди його кинули як спільника невидимця.
Марвел розповідає де сховав саквояж, але Кемп випереджає Гриффіна, привласнивши записи. Той пише Джейн листа і призначає зустріч вночі. Та побачивши його невидимого в плащі, Джейн непритомніє. Отямившись, вона вислуховує історію Гриффіна та обіцяє допомогти знову стати видимим.
Кемп з Едаєм сплановують як упіймати Гриффіна. Відмовляючи Едая, Гриффін випадково ранить його. Він повертається до Кемпа, котрий знову наполягає використати невидимість для захоплення влади. Гриффін забирає своїй записи, рве їх та розкидає по місту. Наляканий натовп оточує невидимця і забиває його до смерті. Марвел збирає уривки записів зі словами якого видатного чоловіка згубили люди.

## У головних ролях
| • Андрій Харитонов                                       | … | Джонатан Гриффін, Людина-невидимка        |
| • Ромуальдас Раманаускас (озвучував Сергій Малишевський) | … | Кемп                                      |
| • Леонід Куравльов                                       | … | Томас Марвел                              |
| • Наталія Данилова                                       | … | Джейн Бет                                 |
| • Олег Голубицький                                       | … | полковник Едай, начальник поліції Бердока |

### У ролях
| • Ніна Агапова                              | … | місіс Дженні Голл, хазяйка готелю в Айпінзі «Coach and Horses» («Кучер і Коні») |
| • Віктор Сергачов                           | … | містер Джордж Голл                                                              |
| • Юрій Катін-Ярцев                          | … | власник чарівної крамниці                                                       |
| • Еммануїл Геллер (озвучував Ігор Ясулович) | … | власник будинку, де жив Гриффін                                                 |
| • Анатолій Сахновський                      | … | поліцейський інспектор                                                          |
| • Віктор Шульгін                            | … | констебль Джефферс                                                              |
| • Вілюс Петраускас                          | … | вікарій                                                                         |
| • Герман Качин                              | … | констебль Гікс                                                                  |
| • Олександр П'ятков                         | … | Сем, власник кабачка «Веселі крикетисти»                                        |
| • Олег Федоров                              | … | американець                                                                     |

### У епізодах
| - Євген Богородський — людина в готелі в солом'яному капелюсі - Лев Бутенін - Ігор Бучко - Марія Виноградова — сусідка Гриффіна - П. Володін - І. Годлевський - С. Горемикін - Антаніна Мацкявічуте — замовниця весільного вбрання для доньки - Галина Семенова — донька замовниці - Саша Захарова — Джейн у дитинстві - Микола Горлов — візник, відвідувач кабачка «Веселі крикетисти» - Наталія Гурзо — служниця Міллі в готелі - Михайло Кислов — констебль - Ю. Канопік - Олександр Кузьмичов — людина в готелі - Федір Летуновський - Віктор Маркін — людина в окулярах в готелі - А. Пекеров | - Є. Пономарьов - Альгірдас Пінтукас - А. Перадзе - Володимир Піцек — годинникар - Н. Рудиков - Микола Руманов - М. Сапожникова — пані на пошті - Сергій Селезньов — Гриффін у дитинстві - І. Ситніков - Георгіос Совчис — людина в готелі під час спроби заарештувати Людину-невидимку - Володимир Удалов — констебль номер G 202 - Віктор Уральський — листоноша - Віктор Філіппов — людина в готелі - Олена Ханга — служниця Салі в будинку Кемпа - Клавдія Хабарова — тітонька Бет - Сергій Юртайкін — констебль, напарник констебля Джефферса |

## Знімальна група
- Автор сценарію — Олександр Захаров (за участю Андрія Дмитрієва) за романом Герберта Уеллса «Невидимець» (1897)
- Режисер-постановник — Олександр Захаров
- Оператор — Валерій Шувалов
- Композитор — Едуард Артем'єв
- Художники-постановники — Дмитро Богородський, Володимир Фабриков
- Звукооператор — Євген Поздняков
- Текст пісень Леоніда Дербеньова
- Державний симфонічний оркестр кінематографії, диригент — Юрій Серебряков
- Режисери — Г. Аманов, Ю. Колчеев
- Оператор — Б. Прозоров
- Художник по костюмах — Р. Сатуновська
- Монтажер — Е. Суражська
- Художник-гример — Т. Крилова
- Комбіновані зйомки: Оператор — В. Васильєв, Художники — Л. Александровська, Є. Нікіфорова
- Консультант — Юлій Кагарлицький
- Редактор — Л. Цицина
- Музичний редактор — М. Бланк
- Директор фільму — Валентина Чутова
- Консультант-ілюзіоніст — Анатолій Шаг-Новожилов
- Група каскадерів під управлінням А. Андрєєва
- Артисти самодіяльного театру маріонеток під керівництвом А. Ковтуна

## Відмінності від книги
- Події у фільмі, на відміну від книги, відбуваються в хронологічному порядку. В книзі ж оповідь починається з поселення Гриффіна до готелю.
- У фільмі присутня любовна лінія, але в книзі лише мигцем згадується про дівчину, яку Гриффін випадково зустрів через 10 років.[2]
- У фільмі зміщений акцент з Гриффіна на Кемпа. Якщо в книзі Гриффін божеволів і мріяв про Царство терору, то у фільмі Царство терору хоче створити Кемп. За словами режисера Олександра Захарова «на думку змістити акценти наштовхнув […] сам Герберт Велз. Незадоволений першими екранізаціями „Людини-невидимки“, він написав сценарій, який […] залишився нереалізованим. А в ньому було раціональне зерно. […] У відповідності зі сценарієм письменника ми позбавили Гріффіна лихої функції, передавши її приятелеві головного героя Кемпу».[2]

## Цікаві факти
- У сюжет фільму включений епізод за мотивами оповідання Герберта Велза «Чарівна крамниця». Режисер Олександр Захаров, оператор Валерій Шувалов і композитор Едуард Артем'єв пізніше (у 1992-му) створили короткометражний дитячий фільм з однойменною назвою та участю акторів, що знімалися у фільмі «Людина-невидимка»: Юрія Катіна-Ярцева, Сергія Селезньова і Саші Захарової.
- Оператор Валерій Шувалов і композитор Едуард Артем'єв через рік працювали над іншим гостросюжетним фільмом — «Дивна історія доктора Джекіла і містера Хайда».
- Фільм зайняв друге місце[3] за результатами опитування журналу «Советский экран» (на першому місці був фільм «Прийшла і говорю»).[3]